# Paul H. Reistrup
Paul H. Reistrup (* 1933 in Sioux City, Iowa) ist ein amerikanischer Manager und Wirtschaftsberater in der Eisenbahnbranche. Er war von 1975 bis 1978 zweiter Präsident der staatlichen Bahngesellschaft Amtrak.

## Leben
Paul Reistrup schloss 1950 die Central High School in Sioux City ab und studierte an der United States Military Academy in West Point (New York), wo er 1954 mit einem Bachelor of Science in Maschinenbau abschloss. Ab 1959 arbeitete er bei Baltimore and Ohio Railroad als Assistant Division Engineer. Von 1961 bis 1963 war er als General Yardmaster (Rangiermeister), Trainmaster und Superintendent Car Utilization and Distribution (Wagenlogistik) tätig. 1964 wurde er Direktor der Personenverkehrsabteilung von B&O und C&O und 1966 Assistent des Vice President Executive Department. Im folgenden Jahr wechselte er zur Illinois Central Railroad und war Vice President der Abteilung Personenverkehr. 1970 bis 1975 arbeitete er als Senior Vice President Traffic. 1975 wurde Reistrup zum Präsidenten und CEO der staatlichen Eisenbahngesellschaft Amtrak ernannt. Während seiner Amtszeit initiierte er ein Modernisierungsprogramm für die Personenzugwagen. Dies war notwendig geworden, um die hohe Ausfallquote der überalterten Wagen zu reduzieren. Neuanschaffungen von Fahrzeugen waren wegen des dringenden Bedarfs und der ungeklärten Finanzierung nicht möglich. Nach Ablauf seines Vertrages 1978 wechselte Reistrup als Vice President zu den auf das Transportgewerbe spezialisierten Unternehmensberatern R. L. Banks & Associates. 1988 ging er dann wieder aktiv in den Eisenbahnsektor zurück und wurde President der Monogahela Railway. 1992 bis 1994 war er General Manager der Railroad Development Corporation und anschließend Vice President des Infrastruktur-Bauunternehmens Parsons Brinckerhoff. 
1997 wurde er bei CSX Transportation Vice President Passenger Integration. Zu seinen Aufgaben gehörte unter anderem die im Rahmen der Übernahme von Conrail notwendige Koordination und Integration der verschiedenen Personenverkehrsgesellschaften im Streckennetz der CSX. Zum 31. Dezember 2002 beendete er seine Tätigkeit bei CSX. Reistrup arbeitet heute als Unternehmensberater im Bahnbereich, daneben ist er Mitglied in mehreren Verbänden. 1998 erhielt er für seine Bemühungen um den nordamerikanischen Schienenpersonenverkehr den W. Graham Claytor Award der Zeitschrift Railway Age.
Paul H. Reistrup ist verheiratet und hat vier Kinder.